# Provincia di Ichilo
Ichilo è una provincia del dipartimento boliviano di Santa Cruz. Il capoluogo è Buena Vista e gli altri municipi sono San Carlos e Yapacanì. Quest'ultimo è anche il centro abitato con maggiore popolazione (attorno a 10.000).
L'intera provincia aveva circa 50.000 abitanti nel censo del 1992 ed ha superato gli 80.000 secondo le proiezioni demografiche per il 2005.
Ha una superficie di 14.232 km² e confina a est con il dipartimento di Cochabamba, il cui limite fisico è il rio Ichilo, e a nord con il dipartimento di Beni.

## Storia
La provincia venne creata dal presidente boliviano Hernando Siles Reyes l'8 aprile 1926, prendendo il nome dalla vicinanza del fiume Río Ichilo.
La parola Ichilo è di origine yuracaré, un gruppo indigeno della foresta tropicale, anticamente di cacciatori e pescatori, ora ridotto ad una popolazione di circa 2.500.

## Geografia fisica
La provincia Ichilo ha una morfologia assai complessa.
Il settore meridionale è attraversato dalle ultime pendici andine ed ha quindi rilievi che possono superare i 1.000 m
L'area sud-orientale è collinante, formata da paleosuoli di origine fluviale.
Tutto il settore centro-settentrionale è invece pianeggiante, percorso da numerosi fiumi, come il Río Yapacaní e Río Ichilo, quest'ultimo navigabile a partire dal bacino meridionale, ma anche il rio Chore, Vibora, Palacios, ecc., e con grandi pantani, localmente noti come curichi. Nel settore più a nord sono presenti anche lagune.
La foresta tropicale umida, anche se fortemente danneggiata sia dall'estrazione del legname sia dalle attività agricole, agroindustraili, nel settore più a est, o dei piccoli produttori, contadini coloni emigrati dalle aree andine, nel settore centrale e meridionale, è ancora in parte presente.
Nel suo territorio è inoltre presente il Parco Nazionale Amboró, uno dei parchi nazionali della Terra a maggiore biodiversità, e la riserva forestale del Chore.

## Geografia antropica

### Suddivisioni amministrative
La provincia è suddivisa in 4 comuni:
- Yapacaní
- San Carlos
- San Juan de Yapacaní
- Buena Vista